# Kemp-Eliminierung
Die Kemp-Eliminierung ist eine Namensreaktion der organischen Chemie. Es ist die  basenkatalysierte Ringöffnung eines Benzisoxazols. Die Reaktion wurde nach dem  US-amerikanischen Chemiker Daniel S. Kemp benannt, welcher diese 1973 das erste Mal vorstellte.

## Übersichtsreaktion
Durch die Spaltung der N–O-Bindung kommt es zur Ringöffnung des Benzisoxazols. Die Reaktion läuft im basischen Milieu ab, sodass sie mit einer Deprotonierung einhergeht. Als Produkt wird ein Phenolderivat erhalten.

## Reaktionsmechanismus
Der nachfolgende Reaktionsmechanismus wird in der Literatur folgendermaßen beschrieben:
Aus Benzisoxazol 1 wird zunächst durch Deprotonierung mit einer Base eine instabile Zwischenstufe 2 gebildet. Durch Zugabe von Salzsäure wird der pH-Wert dann auf 1 gebracht, sodass es zur Protonierung kommt. Als Produkt wird das Phenolderivat 3 erhalten.

## Anwendungsbereich
Die Kemp-Eliminierung wird als Modell für viele Studien zu enzymkatalysierten Reaktionen mit Protonenübertragungen genutzt. Der Grund dafür ist zu einem, dass sie eine sehr einfache Reaktion ist, welche in einem Schritt abläuft. Zudem reagiert sie sehr sensibel auf Veränderungen im Medium.